# Xavantina
Xavantina est une ville brésilienne de l'ouest de l'État de Santa Catarina.

## Géographie
Xavantina se situe par une latitude de 27° 04′ 07″ sud et par une longitude de 52° 20′ 31″ ouest, à une altitude de 545 mètres.
Sa population était de 4 142 habitants au recensement de 2010. La municipalité s'étend sur 215 km2.
Elle fait partie de la microrégion de Concórdia, dans la mésorégion Ouest de Santa Catarina.

## Administration
Depuis son émancipation de la municipalité de Seara en 1964, Xavantina a successivement été dirigée par :
- Octávio Urbano Simon - 1964 à 1965
- Domingos Rebelatto - 1965 à 1970
- Osmar Ângelo Ravadelli - 1970 à 1973
- Albino Ghidorsi - 1973 à 1977
- José Gaida Filho - 1977 à 1983

| Période | Période | Identité                | Étiquette | Qualité |
| ------- | ------- | ----------------------- | --------- | ------- |
| 1983    | 1988    | Albino Ghidorsi         | PDS       |         |
| 1989    | 1992    | Celito José Somensi     | PDS       |         |
| 1993    | 1996    | Domingos Luis Zanandréa | PPB       |         |
| 1997    | 2000    | Enio Simon              | PPB       |         |
| 2001    | 2004    | Elisandro Modesti       | PT        |         |
| 2005    | 2008    | Osmar Dervanoski        | PT        |         |
| 2009    | 2012    | Ari Parisotto           | PT        |         |

## Villes voisines
Xavantina est voisine des municipalités (municípios) suivantes :
- Xanxerê
- Faxinal dos Guedes
- Ipumirim
- Seara
- Arvoredo